# Straziami ma di baci saziami
Straziami ma di baci saziami è un film del 1968 diretto da Dino Risi.

## Trama
Il destino fa incontrare ad una manifestazione folkloristica a Roma il barbiere di Alatri (Frosinone) Marino Balestrini e la bella operaia marchigiana Marisa Di Giovanni. Si è trattato di un breve incontro, ma ormai il colpo di fulmine è scoppiato tra i due giovani. È questo il motivo per cui Marino lascia il suo paese per andare a Sacrofante Marche per incontrare di nuovo Marisa. Qui i due si innamorano, vivendo la loro passione citando e cantando i versi delle canzonette che ispirano il loro amore.
Ma il padre di lei, marmorista e scultore di monumenti funebri, ritiene il barbiere non adatto alla figlia perché socialmente inferiore e si oppone al matrimonio. I due allora, seguendo gli insegnamenti delle canzonette e rivivendo il dramma del film Il dottor Živago, decidono di por fine al loro disperato amore facendosi travolgere da un treno, che invece riesce a fermarsi in tempo e da dove scende un infuriato macchinista, che li prende a male parole. La prematura morte dello scultore libera però i due giovani, che si preparano ormai a sposarsi.
Adelaide, la vedova padrona della pensione in cui alloggia Marino, tenta l'uomo con le sue grazie, che il barbiere però respinge: offesa dal rifiuto, la donna allora si vendica instillando in Marino il dubbio che Marisa, durante una gita parrocchiale, si sia comportata da malafemmina con un certo Scortichini Guido. Marino vorrebbe che Marisa confessasse il suo turpe passato ma la ragazza, offesa dall'ingiusto sospetto, abbandona il paese per Roma. Conosciuta alla fine la verità, Marino, pentito, lascia tutto per inseguire Marisa e farsi perdonare da lei, nel frattempo scomparsa nella grande città. Dopo varie vicissitudini, il povero ex barbiere, senza più un soldo e ridottosi come un barbone, disperato poiché non riesce a rintracciare Marisa, decide di suicidarsi, questa volta da solo, gettandosi nel Tevere, ma viene salvato.
L'accaduto viene pubblicato sui giornali e così Marisa, che nel frattempo ha sposato il sarto sordomuto Umberto, va a visitare Marino in ospedale, e l'informa che ormai è diventata la signora Ciceri. Dietro suggerimento di un vicino di letto, Marino, pur disperato, gioca al lotto i numeri della sua travagliata storia d'amore e vince una forte somma. Risolti così i suoi problemi economici, Marino dapprima vorrebbe cinicamente vendicarsi dell'abbandono, poi l'antica passione per Marisa prende il sopravvento e tra loro riscoppia l'amore. Ma c'è di mezzo il sordomuto, per cui i due decidono di eliminarlo facendo esplodere la stufa a kerosene non appena il sarto accenderà un ferro da stiro. L'esplosione, presa per un incidente casuale, invece di uccidere il sarto gli fa riacquistare la parola e l'udito; per assolvere a un voto fatto anni prima, il sarto, per la grazia ricevuta, si farà frate con l'obbligo del silenzio e sarà proprio lui a cantare, con voce angelica, alle nozze di Marino e Marisa.

## Produzione
Il titolo è tratto da un verso della canzone Creola, un tango del 1926 di cui è autore Ripp, al secolo Luigi Miaglia, autore di commedie musicali degli anni venti. Il testo  fortemente, e forse involontariamente, kitsch, proprio per i suoi toni esageratamente passionali ed erotici , si adatta bene a fare da titolo al film dal contenuto comico popolare.

### Riprese
Il paese di Sacrofante Marche non esiste: quelli rappresentati nel film sono in realtà Pescocostanzo, in Abruzzo, e Montecelio, nel Lazio. La stazione ferroviaria è quella di Rivisondoli-Pescocostanzo e le scene con il treno sono state girate nei suoi pressi. La sequenza in cui Manfredi scende le scale, inseguito dai cani, è stata girata sulla gradinata d'accesso alla Basilica di Santa Maria del Colle a Pescocostanzo.
La sequenza dei titoli di testa è stata girata, come dice la voce narrante, allo stadio Olimpico di Roma durante un raduno nazionale di gruppi folcloristici.
La sequenza dell'appuntamento di Marino e Marisa è stata girata davanti all'obelisco di Axum, che a quell'epoca (1968) si trovava ancora a Roma e che nel 2005 è stato restituito all'Etiopia.

## Colonna sonora
La canzone che dà l'incipit alla colonna sonora del film è Io ti sento cantata da Marisa Sannia.

## Distribuzione
Il film è stato distribuito in Italia il 4 ottobre 1968 ed in DVD nel 2001 (dalla Multivision).

## Accoglienza

### Critica
«Il film è un grande fotoromanzo comico. C'è l'amore e il tradimento, il dramma e la disperazione. Tutto in marchigiano stretto» (Walter Veltroni, Certi piccoli amori. Dizionario sentimentale di film, Sperling & Kupfer Editori, Milano, 1994)
«... interpretato con giusta misura da un Nino Manfredi in buona forma, da un Tognazzi irresistibile nella macchietta del sordomuto, da una Pamela Tiffin proprio caruccia, il film trova infine in una fitta schiera di bravi caratteristi freschi motivi di critica di costume che contribuiscono all'equilibrio dei toni e al sapore del raccontino.» (G. Grazzini, Corriere della Sera, 9 ottobre 1968).
«... Il regista Dino Risi amalgama con sobrietà i personaggi della vicenda e meglio di Ettore Scola (Dramma della gelosia), di Salvatore Samperi (Malizia) e di Luigi Comencini (Mio Dio, come sono caduta in basso!) riesce a rendere l'atmosfera di una cultura sentimentale popolare» (M. Morandini, Dizionario dei film, Zanichelli Editore)